# عرض بيانات المحيط
عرض بيانات المحيط (ODV) هو عبارة عن حزمة برامج برمجيات احتكارية، تُتاح مجانًا حزمة برنامج خاصة بالتحليل العرض المرئي لعلم البحارومجموعات بيانات علم الطقس s.
كما تستخدم حزمة برامج (ODV) عدد كبير من أخصائيي أخصائيو علم البحار. ويستخدم برنامج معلم المحيطات بمنظمة يونسكو معلم المحيطات حزمة برامج (ODV) كأحد الأدوات الأساسية للتحليل والعرض . وتُستخدم حزمة برامج (ODV) لعرض البيانات وتحليلها بعد استخلاصها من مشاريع متعددة خاصة بعلم البحار مثل أرجو، تجربة مسح محيطات العالم ومشروع بيانات محيطات العالم وسيديتانيت وأطلس محيطات العالم، ومشاريع ميدار/ميداتلاس.
كما تشمل حزمة برامج عرض بيانات المحيط خيارات تسمح بتنفيذ تحليل موضوعي بفضل برنامج الملحق(DIVA).